# КОАПП

Обложка первого выпуска серии «КОАПП! КОАПП! КОАПП!» (1970)

«КОАПП. Репортаж о событиях невероятных» — цикл радиоспектаклей по сценариям Майлена Константиновского, в юмористической форме знакомивших детей с проблемами бионики. Сценарии были изданы книжной серией, а спектакли — в виде грамзаписи. Идея КОАПП впоследствии была использована другими авторами в телепередачах и серии мультфильмов.

## Радиопередачи
Аббревиатура КОАПП означает «Комитет охраны авторских прав природы». Цикл радиопередач под названием «Репортаж о событиях невероятных» транслировался по Всесоюзному радио в 1964—1973 гг., сначала один раз в неделю, затем — раз в две недели, по воскресеньям, после «Пионерской зорьки» (в последние годы чередуясь с «Радионяней»). В 1978 году возобновлен под названием «О событиях невероятных», передавался по воскресеньям, в 16 часов, сначала раз в две недели, потом — раз в месяц, ещё позже — нерегулярно. Сценарии спектаклей были изданы богато иллюстрированной книжной серией.
В 1998 г. за цикл «КОАПП» Майлену Константиновскому присуждена Государственная премия Российской Федерации.
Полное название цикла (в книжной версии) звучит так:

КОАПП! КОАПП! КОАПП! или Репортаж о событиях невероятных с точки зрения так называемого здравого смысла, и тем не менее имевших место в прошлом и происходящих по сей день в абсолютно точно известной точке Земного шара, а именно — на Большой Поляне, на берегу Лесного Озера, и ставших известными благодаря Одному Человеку, заслуживающему полного доверия, поскольку он явился сначала невольным свидетелем вышеупомянутых событий, а затем их непосредственным участником, о чём он и поведал Автору, который в свою очередь решил поделиться полученными сведениями с Читателем, воздержавшись от каких-либо комментариев.

В 2019 г. Радио России организовало повтор цикла радиопередач «КОАПП» в прежнем формате: раз в две недели по воскресеньям в 8 часов утра.

### Персонажи
Состав КОАПП определился на первом, учредительном заседании («Спасите наши уши!»), и больше не изменялся.
Члены КОАПП
- Кашалот — председатель КОАПП
- Птица-секретарь — секретарь КОАПП
- Сова
- Гепард
- Рак
- Стрекоза
- Человек

Члены-корреспонденты КОАПП
- Мартышка — корреспондент на суше
- Удильщик — корреспондент в морях и океанах

На радио постоянных персонажей озвучивали актёры Театра имени Моссовета: Михаил Погоржельский (Кашалот), Зинаида Нарышкина (Сова, Мартышка), Сергей Цейц (Гепард, Рак), Юлия Юльская (Стрекоза), Борис Иванов (Удильщик), Константин Устюгов (Человек, Птица-секретарь).
Другие
Разнообразные животные, насекомые, моллюски и прочие.

### Характеры персонажей
Персонажи в передаче представляли мир природы, который не был обезличен, не противостоял человеку, с ним не нужно было бороться. Образы обитателей природы, воплощённые в постоянных и преходящих персонажах, были дружественны человеку, добры, справедливы, каждый имел свой характер. Постоянные персонажи — члены и члены-корреспонденты КОАППа — создавали непередаваемую доброжелательную и творческую атмосферу. Среди постоянных персонажей было четыре женских образа (Птица-секретарь, Сова, Мартышка и Стрекоза) и пять мужских (Кашалот, Гепард, Рак, Человек, Удильщик). Кашалот — типичный начальник, консервативный, осторожный, падкий на лесть и в чём-то мудрый. Сова — «женщина из народа», кладезь житейской мудрости и здравого смысла. Рассудительный и широко эрудированный Человек представляет человеческую цивилизацию и науку, особенно бионику. Несмотря на это, все коапповцы, кроме Кашалота, относятся к нему без особого пиетета, ведь защищать авторские права природы понадобилось именно от человека, и его включили в состав КОАПП после некоторых дебатов. Мартышка — образ молодого специалиста, инициативного, лёгкого на подъём, но поверхностного и часто попадающего впросак (чем и вызывающего недовольство Кашалота). Стрекоза — богемная дама «не от мира сего». Гепард — остряк, едко комментирующий происходящее и изрекающий каламбуры и афоризмы. Удильщик — оптимист и энтузиаст. Рак — напротив, осторожный скептик. Птица-секретарь — роль без слов. Её присутствие обозначено имитацией крика реальной птицы-секретаря, напоминающего название передачи; этим криком она открывает и закрывает заседания КОАПП, а также отвечает на любое к ней обращение.

### Список радиопьес (в книжных выпусках)
Выпуск 1
- Спасите наши уши!
- Этот магнитный мир...
- Броненосец спасает КОАПП
- Когда расползаются ворота...
- Живые негативы

Выпуск 2
- Опасная должность
- Личности тёмные и личности светлые
- Кошмарное преступление в курятнике
- Плоды просвещения
- Смеяться можно?

Выпуск 3
- В поисках золотой середины
- И концы в воду...
- Умелые ноги
- Операция «РО»
- Маскарад

Выпуск 4
- Отверженный
- Кое-что о кинологии
- Хорош гусь...
- Считайте рожки!
- Съеденный этаж

Выпуск 5
- Устами младенца
- Федорино горе
- Чулочек в сеточку
- Где раки зимуют?
- Фосса!

Выпуск 6
- Спячки с препятствиями
- Великолепная семёрка
- Теанз оге отк а
- Докажи, что ты не верблюд

Выпуск 7
- Свободных мест нет
- Выр шир шею
- Кашалотикус, приветикус!

Выпуск 8
- Черви козыри!
- Камень с плеч
- Гоголь — пример для всех!
- Хэппи энд, или кашалот-невидимка

## Серия грампластинок
В 1969 — 1983 годах фирма «Мелодия» выпустила часть пьес «КОАППа» в грамзаписи с другим музыкальным оформлением.
- Спасите наши уши! (1969)[6]
- Те, кто кусают, пусть сами и спасают (1969)[7]
- Если хочешь прожить много лет, научись изменять свой цвет! (1969)
- Для нас вредители — беда, для них вредители — еда (1969)[8]
- Люби меня, как я тебя (1982)[9]
- В поисках золотой середины (1982)[10]
- Съеденный этаж (1983)[11]
- Устами младенца (1983)[12]

## Мультфильмы
В 1984—1990 гг. на творческом объединении «Экран» снят цикл из 18 кукольных мультфильмов по мотивам произведений М. Константиновского (в упрощённой, адаптированной для дошкольников версии). Здесь аббревиатура КОАПП расшифровывалась как «Комитет особо активной помощи природе». Ещё два фильма, уже рисованные, вышли в 2010 г. Режиссёры — Мария Муат, Натан Лернер, Алексей Соловьёв, Марианна Новогрудская и другие; операторы — Иосиф Голомб и другие.
В мультфильмах в качестве постоянных персонажей действуют Кашалот, Мартышка и Гепард.
О работе над мультфильмами из серии «КОАПП» режиссёр Мария Муат вспоминает:

Поначалу вообще планировалось каждую серию делать по 20 минут. Но это огромный метраж для мультипликации, в фильме должны быть сюжетные линии. Спасибо нашему тогдашнему художественному руководителю Фёдору Хитруку — лишь с его помощью с трудом удалось доказать, что метраж должен быть в два раза короче...
А какие у Константиновского были сценарии? У меня был такой стресс, никогда не забуду. В одной серии у него было про землеройку, которая съедает количество пищи больше её самой. И землеройка должна была петь:
«Для вас вредители — ужасная беда.

Для нас вредители — прекрасная еда.

И не только сами вредители,

Но и дети их, и родители».
Это меня просто добило! Спросила у сценаристов: «Мы что, про 37-й год кино снимаем?» Тут они призадумались.

Кадр из «КОАПП. Чёрный заяц» (1984)

### Список мультфильмов
- «КОАПП. Чёрный заяц» (1984), реж. Мария Муат
- «КОАПП. Что услышала медуза» (1984), реж. Мария Муат
- «КОАПП. Разными глазами» (1985), реж. Мария Муат
- «КОАПП. Сонное царство» (1985), реж. Натан Лернер
- «КОАПП. Когда я был маленьким» (1985), реж. Алексей Соловьёв
- «КОАПП. Банный день» (1986), реж. Инна Воробьёва
- «КОАПП. Самая скорая помощь» (1986), реж. Мария Муат
- «КОАПП. Тайна зелёного острова» (1986), реж. Аида Зябликова
- «КОАПП. Всюду жизнь» (1987), реж. Мария Муат
- «КОАПП. Дом для барсука» (1987), реж. Алексей Соловьёв
- «КОАПП. Перепись населения» (1987), реж. Мария Муат
- «КОАПП. Пробег» (1987), реж. Инна Воробьёва
- «КОАПП. Ограбление вернисажа» (1987), реж. Марианна Новогрудская
- «КОАПП. AB OVO — это значит от яйца» (1988), реж. Любовь Сурикова, Мария Муат
- «КОАПП. Кошмар на Амазонке» (1988), реж. Марианна Новогрудская
- «КОАПП. SOS КОАППу!» (1989), реж. Алексей Соловьёв
- «КОАПП. Симбиоз» (1990), реж. Алексей Соловьёв
- «КОАПП. Таинственный КА…» (1990), реж. Алексей Соловьёв

В озвучивании персонажей приняли участие актёры Георгий Вицин (Гепард), Ольга Остроумова и Людмила Гнилова (Мартышка), Юрий Пузырёв (Кашалот), Всеволод Абдулов, Александр Бурмистров, Вячеслав Невинный, Семён Фарада, Элеонора Прохницкая, Светлана Травкина, Людмила Ильина, Зоя Пыльнова, Ефим Шифрин и другие.

### КОАПП 20 лет спустя
Серия фильмов, построенная как продолжение кукольного КОАППа, но выполненная в рисованной технике:
- «КОАПП. 20 лет спустя. Зубастовка» (2007) 14 минут. реж. Ирина Марголина;
- «КОАПП. 20 лет спустя. Последний день Термитеи» (2010), реж. Анатолий Тур.

## Телепередача
С 7 октября 2000 по 27 декабря 2001 года на ОРТ выходила детская телевизионная, познавательно-развлекательная программа «КОАПП» производства компании «Класс!». Идея создания передачи возникла у самого Майлена Константиновского в 1998 году, но из-за финансовых проблем её пришлось реализовать лишь спустя два года. Кашалот, Мартышка, Гепард, Гусь и Лунь в игровой форме знакомили ребят с животным миром и природой. Роли животных исполняли известные актёры — Вячеслав Невинный (Кашалот), Лариса Кузнецова (Мартышка), Александр Леньков (Гусь), Александр Яцко (Гепард), Вячеслав Невинный-младший (Лунь). Продюсировал программу Сергей Супонев. Всего вышло 16 выпусков.
В 2001 году программа была удостоена премии «ТЭФИ» в номинации «Программа для детей». После смерти Константиновского выход программы был прекращён.